# Бушменленд (ЮАР)

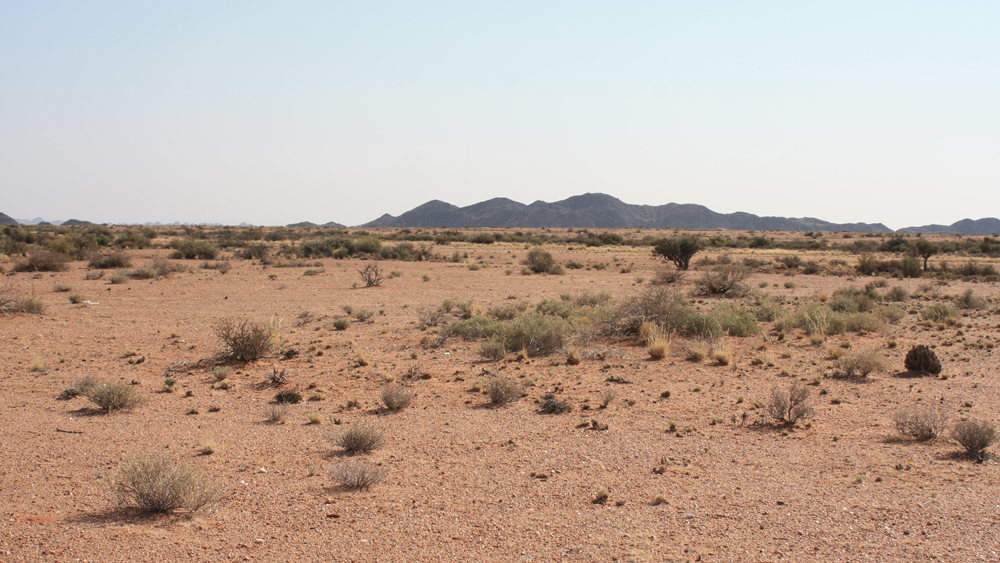
Типичный ландшафт Бушменленда.

Бушменленд (англ. Bushmanland; африк. Boesmanland) — засушливый регион в Северо-Капской провинции (ЮАР). Простирается от Калвинии на юге, реки Оранжевая на севере и востоке, Кенхардта на востоке, Спрингбока (Намаленд) на западе и рек Сак и Хартбиз на западе. 
В Бушменленде находятся города Брендулеи, Пофаддер и Аггенейс, а также селения Намис и Бослуиспен. Ландшафт региона включает обширные равнины, прерывающиеся изолированными горами инзельбергами. Название региона было дано по бушменам, проживавшим в регионе, которые встречаются здесь до сих пор. 
Между Бушмелендом и Намаквалендом находится хранилище ядерных отходов Ваалпутс.

## Климат
Бушменленд — бесплодный сухой регион, соседствующий с Намаквалендом. Является одним из наиболее негостеприимных мест Южной Африки с бесплодной почвой и сильно засоленными подземными водами. Флора и фауна региона, хотя бедна, но обладает огромной ценностью. Хотя велд слишком засушлив для цветения, даже когда дожди случаются весной, растения, которые появляются, как правило, очень необычны и захватывающе красивы.